# Cantó de Lusèg
El cantó de Lusèg és un cantó francès del departament de l'Òlt, situat al districte de Caors. Té 13 municipis i el cap és Lusèg.

## Municipis
- Albàs
- Anglars e Julhac
- Belaiga
- Calhac
- Cambairac
- Carnac e Rofiac
- Castèlfranc
- Doèla
- Lusèg
- Parnac
- Sent Vincenç de Riba d'Òlt
- Sauset
- Vilaseca

## Història
| Data d'elecció                           | Identitat         | Partit           | Qualitat |
| ---------------------------------------- | ----------------- | ---------------- | -------- |
| 1961-1985                                | André Carle       | UNR, després RPR |          |
| 1985-1992                                | Henri Castagnède  | MRG              |          |
| 1998-                                    | Jean-Claude Baldy | PRG              |          |
| les dades anteriors no són pas conegudes |                   |                  |          |
|                                          |                   |                  |          |

## Demografia
| 1962  | 1968  | 1975  | 1982  | 1990  | 1999  | 2006  |
| ----- | ----- | ----- | ----- | ----- | ----- | ----- |
| 5.065 | 5.444 | 5.533 | 5.717 | 5.913 | 6.270 | 6.586 |